# 劉陳昭玲
劉陳昭玲（1956年6月18日—），原名陳昭玲，中國國民黨籍政治人物，澎湖縣湖西鄉沙港村人，現任澎湖縣議會議員（馬公市選區），曾任第15至20屆議長。

## 生平
澎湖縣湖西鄉沙港村出身，25歲投入澎湖縣議會選舉，連十屆當選、未曾落選的紀錄，也連續當選六屆議長，寫下地方自治紀錄。

### 貪汙索賄案
2023年3月13日，劉陳昭玲遭檢舉向他人索賄，檢調獲報後至澎湖縣議會議長辦公室等地搜索，並傳喚劉陳昭玲等15人到案。檢方偵訊後，認為劉陳昭玲等3人涉嫌違反貪污治罪條例且有串供、逃亡之虞，故向澎湖地方法院聲請羈押禁見。澎湖地院於14日傍晚裁定劉陳昭玲羈押禁見。2023年5月9日，澎湖地方法院同意澎湖地檢署聲請延長羈押請求，宣布將劉陳昭玲以及機要祕書陳淑美延長羈押，5月14日起延長至7月14日止，期間禁止接見、通訊，確定錯過5月20日澎湖縣議會第一次定期大會。且若錯過同年11月的第二次定期大會，議員資格將面臨取消之虞。
2023年5月16日，澎湖縣議會秘書長證實收到劉陳昭玲的議長辭職信，但辭職是否生效仍待大會決議。
2023年7月4日，針對劉陳昭玲在民國106年至110年度期間，基於職務上行為收受賄賂等情事（如檢方查出劉陳昭玲在審理車船處預算案期間，涉嫌向處長索取15萬買名牌包、在臨時雇員案向錄取者索討36萬做回報；此外劉陳昭玲在文光國小、消防局、衛生局等皆事涉人事關說，事後收取10萬至100萬不等的賄款等等），澎湖地檢署宣布偵查終結，對被告劉陳昭玲與陳淑美2人提起公訴。7月5日，澎湖地院合議庭因二人已坦承收賄犯行，認為無繼續羈押必要，裁定劉陳昭玲1000萬元交保、機要祕書陳淑美50萬元交保。原檢方以劉陳昭玲在農會存款有1800萬元做依據，提出1600萬做為具保金條件，但辯方律師謝耀焜主張劉陳收賄金額為176萬元，檢方要求金額過高不符合比例原則，建請降低交保金額，合議庭法官才裁定劉陳昭玲交保金額為新台幣1000萬元，並限制住居，禁止出境、出海八個月，嚴禁與其他被告、證人接觸，每日晚間六點至八點間須前往派出所報到。
2023年8月7日，第20屆澎湖縣議會召開第四次臨時會，會議中劉陳昭玲宣布辭去議長職務，仍保留議員身份。
2024年8月14日，澎湖縣地方法院下午4點，審判庭庭長黃鳳歧、法官王偉為和王政揚宣判一審判決，劉陳昭玲處10年2月有期徒刑，褫奪公權6年；涉案祕書陳淑美判處3年10月、褫奪公權3年，全案可上訴，當事人劉陳昭玲、陳淑美與其委任律師皆未到場聆聽判決。

### 詐領出席費案
2024年11月4日，劉陳昭玲再遭檢舉，涉嫌於2023年年底，望安鄉、七美鄉舉辦定期大會，劉陳昭玲並未實際參與開會，卻支領出席費，檢方再度諭令劉陳昭玲以新台幣50萬元交保。不過，2023年澎湖縣議會在望安及七美的定期大會，澎湖縣19名議員多名未出席，僅劉陳昭玲一人被檢舉，如若檢方擴大追查，其他議員如果同樣未出席卻支領出席費，同樣有曝光之虞。

## 家族
- 丈夫劉崇保，澎湖企業家，轄有長勇營造、泰永企業行分別是營造業與建材批發的行號[19][20]，亦是澎南汽車貨運行的負責人[21]與保有商投菸酒食材批發業的代表人[22]。
- 胞弟陳一正，為澎湖縣農會總幹事。[23]